# Jezioro Winnogórskie
Jezioro Winnogórskie (inaczej Winnogóra, Muchocińskie) – jezioro morenowe, przepływowe w woj. wielkopolskim, w powiecie międzychodzkim, w gminie Międzychód, położone w obrębie sołectwa Muchocin, leżące na terenie Pojezierza Poznańskiego, w zlewni rzeki Warty.

## Położenie i zagospodarowanie linii brzegowej
Jezioro charakteryzuje się urozmaiconą linią brzegową oraz stosunkowo niewielką jego eksploatacją. Akwen położony jest przy granicy gminy z gminą Przytoczna. Zlokalizowane jest w kompleksie leśnym rozciągającym się od koryta Warty do wsi Gorzycko i Strychy. Na północnym jego brzegu rozciągają się pola uprawne wsi Muchocin, a niedaleko północno-wschodniego odcinka linii brzegowej znajdują się tzw. „Żurawie Łąki”.

## Dane morfometryczne
Stosunkowo głęboki akwen osiągający głębokość maksymalną wynoszącą 31 m.
Powierzchnia zwierciadła wody waha się w zależności od źródeł, od 61,62 m do 63,98 m.
Tym samym daje to zbiornikowi 4 miejsce pod względem powierzchni jezior, w gm. Międzychód.